# 笑殿
笑殿（えでん）とは、日本テレビ系列の大喜利形式のバラエティ番組。
2008年8月2日から2カ月限定のレギュラー番組として毎週土曜17:00～17:30（JST）に放送。

## 内容
お題が流れて登場してくるファーストステージと、1坪シチュエーション大喜利のセカンドステージの二部構成。

## 出演芸人
- サンドウィッチマン　(伊達みきお・富澤たけし)
- トータルテンボス　(藤田憲右・大村朋宏)
- 平成ノブシコブシ　(吉村崇・徳井健太)
- ななめ45°　(土谷隼人・下池輝明・岡安章介)
- 我が家　(坪倉由幸・杉山裕之・谷田部俊)
- はんにゃ (川島章良・金田哲)
- TKO(木本武宏・木下隆行)
- 麒麟(川島明・田村裕)
- ハイキングウォーキング (鈴木Q太郎・松田洋昌)
- オードリー　(若林正恭・春日俊彰)
- ラバーガール (飛永翼・大水洋介)
- バナナマン（設楽統・日村勇紀）
- 超新塾
- FUJIWARA（原西孝幸・藤本敏史）
- ケンドーコバヤシ
- ピース（綾部祐二・又吉直樹）
- 世界のナベアツ

サンドウィッチマン、トータルテンボス、TKO、麒麟、バナナマン、FUJIWARAはコンビ別々で大喜利に答える。

その他のコンビなどはメンバーが一人ずつ入れ替わって答える。

### 刺客
- 中川礼二（中川家）（第1回）
- 多田健二（COWCOW）（第2回）
- 飯尾和樹（ずん）（第2回）
- カンニング竹山（第3回）
- 兵動大樹（矢野・兵動）（第4回）
- 木村明浩（バッファロー吾郎）（第5回）
- ほっしゃん。（第6回）

## 客人
- 優木まおみ（第1回）
- インリン・オブ・ジョイトイ（第2回）
- 木下優樹菜（第3回）
- 小池栄子（第4回）
- 大沢あかね（第5回）
- 小倉優子（第6回）
- 椿姫彩菜（第7回）
- 優香（第8回）

## 大喜利出演者
- 大橋沙代子（第3回 - 第7回）
- サヘル・ローズ（第4回）【ニュースキャスター】
- 浜崎慶美（第5回）【グラビアアイドル】
- 不破万作（第6回）【取調室】

※ 大橋以外の【】はお題のシチュエーション

## 番組の流れ

### 1ステージ
- 司会者がお題を出題し芸人が挙手で回答するといった従来の大喜利とは違い、大喜利のお題となるセットや人が動く舞台によってスライド形式で登場し目の前で止まった芸人が強制的に回答者となるシステム。
- 最初に指名された芸人の「答え」を100人の客席審査員（客人含む）が面白い（ボタンを押す）面白くない（ボタンを押さない）で評価。面白いと思った人数が「基準」となり、以降の「答え」はその基準より面白いかどうかで判定する。
- 回答が終わると再び動く舞台によってお題が流れ、次の回答者を強制指名。以降、番組の象徴である笑殿様の気が済むまで指名が繰り返される。
- 番組の中程で、それまでで一番総得点が低かった芸人が「退殿」となる。その代わりに「刺客」と呼ばれるベテラン芸人が送り込まれる。

### 2ステージ
- 1ステージ全体を通じて、最も「面白い」ボタンを押された最高評価者1名のみが挑戦できるステージ。
- 毎週、喫茶店や教室など日常生活にあるシチュエーションを1坪のセットで再現し、その中で次々と問題が出題される大喜利に答えていく。
- 1ステージ同様、1つ答えるごとに100人の客席審査員（客人含む）が面白い（ボタンを押す）面白くない（ボタンを押さない）で評価。客が1回ボタンを押すごとに1両獲得。制限時間2分の間に獲得した合計両数×100円（第2回のみ、レートは50円）を獲得。
- 挑戦する芸人の手元にはお題が出題されるボタンがあり、自分のタイミングでお題に答えていくことができるセルフ出題制。また気に入ったお題は何度でも答えることができる「おかわり」システムもある。
- 第7回と最終回（第8回）は、30分丸々1坪大喜利を行った。通常通りに、笑殿様に指名された人が強制的に挑戦。全員が一通り挑戦を終えた時点で、最も多く両を獲得した人が全員の賞金を総取り。

## スタッフ
- ナレーター：渡辺美佐
- 構成チーフ：桝本壮志
- 構成：田中直人、石川裕郁、西村隆志、カツオ
- TM：高木冬夫
- SW：米田博之
- CAM：山田祐一
- 音声：中山貴晴
- VE：岩間知行
- 照明：三代川大輔
- 美術プロデューサー：松崎純一、三浦昭彦
- デザイン：磯村英俊
- 音効：古野達夫（BONZO）
- TK：橋本美幸
- CG：小城功夫（glow）
- 編集：松崎猛（オムニバスジャパン）
- MA：西村善雄（オムニバスジャパン）
- 編成：前田伸一郎
- 宣伝：斉藤由美
- 技術協力：NiTRO、ミジェット
- 美術協力：日本テレビアート
- AP：新田和香子
- AD：三上昭人
- デスク：村田順子
- ディレクター：諏訪陽介／武末大作、藤田幸伸、大崎貴史、室伏幸太郎
- 演出：新井秀和
- プロデューサー：環真吾／古山晃、佐々木貴幸
- チーフプロデューサー：安岡喜郎
- 制作協力：sp!ce Factory
- 製作著作：日テレ

| 日本テレビ 土曜17:00 - 17:30枠 | 日本テレビ 土曜17:00 - 17:30枠 | 日本テレビ 土曜17:00 - 17:30枠 |
| 前番組                         | 番組名                         | 次番組                         |
| ------------------------------ | ------------------------------ | ------------------------------ |
| 3人協力クイズ!シャムロック     | 笑殿                           | 専門チャンネル 専テレgo!go!    |